# Kaplica (kościół filialny) w Leszczatowie
Kaplica (kościół filialny) w Leszczatowie – rzymskokatolicka kaplica publiczna (określana czasem mianem kościoła filialnego), przynajmniej od 1. połowy XVIII wieku, aż do r. 1945 należąca do parafii pw. Św. Michała Archanioła w Tartakowie. Zbudowana w l. 1937-1938. Obecnie w stanie ruiny.

## Historia
Wieś Leszczatów wchodziła w skład parafii w Tartakowie przynajmniej od r. 1726, a na pewno od 1732, kiedy wzmiankują ją dokumenty. Była jednak zamieszkiwana w większości przez Rusinów, a nieliczni rzymscy katolicy dojeżdżali do Tartakowa. Sytuacja wyznaniowa wsi zmieniła się w dwudziestoleciu międzywojennym i zaszła potrzeba budowy kaplicy rzymskokatolickiej. Proboszcz tartakowski ks. Stefan Wrzołek rozpoczął zabiegi w kurii lwowskiej w maju 1937 roku, plac pod budowę kaplicy darował parafii niewymieniony z nazwiska Żyd, właściciel folwarku, a Powiatowy Komitet Budowy Kościołów i Domów Ludowych w Sokalu ofiarował wagon wapna, 60 tys. Sztuk cegły i blachę na pokrycie dachowe. Warunkowe pozwolenie na budowę kuria lwowska wydała 21 sierpnia 1837. Budowę relacjonowano w lokalnej prasie, a budynek powstawał w szybkim tempie i już w połowie listopada r. 1937 szykowano się do pokrycia go dachem, choć w marcu następnego roku dalej była „w budowie”.
Kaplica w Leszczatowie musiała przetrwać II wojnę światową w stosunkowo dobrym stanie. Pomimo tego że w 1943 roku bandy UPA napadły na kościół i plebanię, ograbiły i zniszczyły wnętrze, a ks. Zygmunt Targosz obsługujący kościół filialny w Leszczatowie wracając z pogrzebu został napadnięty przez Ukraińców i „porżnięty nożami”. Po r. 1945 została zamknięta i użytkowana była na cele pozasakralne. Najprawdopodobniej została przekształcona na magazyn, z wprowadzeniem wtórnego podziału na dwie kondygnacje we wnętrzu. Następnie opuszczona i zdewastowana, taka pozostaje do dzisiaj. Pomiędzy r. 2015 a 2018 niemal w całości zawalił się nad nią dach.

## Architektura
Kaplica usytuowana przy skrzyżowaniu dróg, na płaskim terenie. Z prezbiterium zwróconym na północ, murowana z cegły, tynkowana. Korpus bez wyodrębnionego prezbiterium, zamknięty trójbocznie, do skośnych ścian dobudowane prostokątne pomieszczenia zakrystii i skarbca. Korpus dwuprzęsłowy, w pierwsze przęsło wbudowana wieża-dzwonnica pełniąca funkcję chóru muzycznego. Brak podziałów pionowych wnętrza, poziome przeprowadzone za pomocą segmentowego gzymsu. Nawa nakryta drewnianym pseudosklepieniem kolebkowym z lunetami, apsyda trójbocznie.
Fasada prosta, z wieżą wmurowaną na osi do połowy głębokości. Drzwi w głębokim, prostym glifie, w dolnej części wieży, powyżej duże, prostokątne okno. Fasada zamknięta daszkiem, powyżej trójkątne spływy łączące wieżę z licem. Po jednym wąskim oknie w wyższych kondygnacjach wieży. Elewacje boczne na niewielkim cokole, bez podziałów architektonicznych, tynkowane. Dach dwuspadowy, blaszany, nad zamknięciem korpusu łamany, nad zakrystią i skarbcem namiotowy. Wieża zwieńczona ażurową latanią z krzyżem

## Problematyka artystyczna
Kaplica publiczna w Leszczatowie stanowi ciekawe połączenie typowej nowożytnej formy kaplicy z modernistyczną wieżą przybudowaną do fasady. Zwracają przede wszystkim uwagę ukośnie dostawione do zamknięcia prezbiterium aneksy tworzące gwiaździsty układ. Warto zwrócić uwagę także na wieżę, która otrzymała powściągliwą, geometryczną formę, urozmaiconą szerokimi otworami w dolnej kondygnacji i typowymi wąskimi oknami w górze. Całość wieńczyła ażurowa latarnia uformowana z ciągu zmodernizowanych arkad. Kaplica w Leszczatowie jest stosunkowo późnym przykładem nurtu architektury łączącej tradycjonalizm z nowoczesnością, której głównym reprezentantem na terenach wschodnich dawnej Rzeczypospolitej był przede wszystkim architekt Wawrzyniec Dayczak. Niestety, bazując jedynie na obecnie znanym kształcie kaplicy i enigmatycznych wzmiankach prasowych, nie można podjąć próby powiązania projektu kaplicy z jakimkolwiek architektem. Kaplica prezentowała się elegancko, a zastosowanie dominującej wieży nadawało budowli monumentalizmu. Nie dziwi więc fakt, że w prasie z epoki była określana jako „kościół”, a sam proboszcz tartakowski w podaniu do kurii pisał o „kościółku”, pomimo że formalnie budowla miała status kaplicy publicznej.